# Cyaneolytta coeruleata
Cyaneolytta coeruleata es una especie de coleóptero de la familia Meloidae.

## Distribución geográfica
Habita en Madagascar.